# Rattus verecundus
Rattus verecundus is een rat die voorkomt in de hogere delen van Nieuw-Guinea, tussen 150 en 2750 m hoogte. De soort is eerder tot Stenomys gerekend.
Deze middelgrote rat heeft een zachte vacht. De rugvacht is donkerbruin, de buikvacht licht- tot donkergrijs. De voeten zijn lang, smal en van boven wit en van onder wit en bruin door elkaar. Veel exemplaren hebben een witte staartpunt. De oren zijn donkerbruin. Vrouwtjes hebben 1+2=6 mammae.
Er zijn drie ondersoorten:
- Rattus verecundus mollis
- Rattus verecundus unicolor
- Rattus verecundus verecundus.

Rattus vandeuseni is oorspronkelijk ook als een ondersoort van R. verecundus beschreven.